# Margrethe Klenze
Margrethe Klenze (geb. Krüger; * 2. November 1881 in Jena; † 31. Januar 1977 in Todtglüsingen bei Tostedt) war eine deutsche Malerin. 

## Leben und Werk

### Familie
Margrethe Klenze war die Tochter des Postsekretärs Rudolf Krüger und dessen Ehefrau Klara (geb. Wehmeyer).
Sie war seit dem 13. Juli 1909 in Jena mit Bernhard Klenze († 1916) verheiratet; gemeinsam hatten sie seit 1911 einen Sohn. In Kiel war sie in der Freiligrathstr. 5 wohnhaft; in den 1960er Jahren siedelte sie dann nach Hamburg über.

### Werdegang und künstlerisches Wirken
Margrethe Klenze wurde zuerst Malschülerin bei Hans Werner Schmidt in Weimar und besuchte dann die Berliner Damenakademie; dort legte sie 1904 das Examen zur Zeichenlehrerin ab. 
In Berlin lernte sie auch ihren späteren Ehemann Bernhard Klenze kennen. Nach der Hochzeit siedelten sie nach Kiel über, wo ihr Ehemann als Zeichenlehrer an der Kieler Gelehrtenschule tätig wurde. Ihr Ehemann fiel 1916 als Leutnant und Kompanieführer während des Ersten Weltkriegs in Siebenbürgen, sodass sie als alleinerziehende Mutter bis 1918 das Amt des Zeichenlehrers übernahm, danach war sie über Jahrzehnte freischaffend in Kiel tätig. Sie gab auch weiterhin Zeichenunterricht; eine ihrer Schülerinnen war unter anderem Illa Blaue.
Sie pflegte das landschaftliche Fach und arbeitete besonders in Öl und Tempera nach Motiven aus Schleswig-Holstein, Coburg in Thüringen und Italien. Ihre besten Arbeiten entstammen aus den Jahren um 1910 und zeigen durchleuchtete bäuerliche und bürgerliche Innenräume.
In der Zeit des Nationalsozialismus war Margaret Klenze obligatorisch Mitglied der Reichskammer der bildenden Künste. 
Sie starb in einem Alters- und Pflegeheim.

## Werke (Auswahl)
- Uberg bei Tondern (um 1910), Städtisches Museum Flensburg.
- Segelboothafen in Kiel (um 1930)[3]. Schleswig-Holsteinische Landesbibliothek, Kiel.
- Stadtmuseum Kiel.

## Teilnahme an Ausstellungen (unvollständig)
- 1933: Kiel, Thaulow-Museum („Ausstellung des Kieler Künstler-Vereins“)
- 1937: Kiel, Schleswig-Holsteinisches Landesmuseum („Kunstschaffen in Kiel. Malerei und Plastik“)
- 2019: Heikendorf, Künstlermuseum Heikendorf ("Kieler Kunst")[4]